# SNAI2
SNAI2 (англ. Snail family transcriptional repressor 2) – білок, який кодується однойменним геном, розташованим у людей на короткому плечі 8-ї хромосоми. Довжина поліпептидного ланцюга білка становить 268 амінокислот, а молекулярна маса — 29 986.
| 10         |  | 20         |  | 30         |  | 40         |  | 50         |
| ---------- |  | ---------- |  | ---------- |  | ---------- |  | ---------- |
| MPRSFLVKKH |  | FNASKKPNYS |  | ELDTHTVIIS |  | PYLYESYSMP |  | VIPQPEILSS |
| GAYSPITVWT |  | TAAPFHAQLP |  | NGLSPLSGYS |  | SSLGRVSPPP |  | PSDTSSKDHS |
| GSESPISDEE |  | ERLQSKLSDP |  | HAIEAEKFQC |  | NLCNKTYSTF |  | SGLAKHKQLH |
| CDAQSRKSFS |  | CKYCDKEYVS |  | LGALKMHIRT |  | HTLPCVCKIC |  | GKAFSRPWLL |
| QGHIRTHTGE |  | KPFSCPHCNR |  | AFADRSNLRA |  | HLQTHSDVKK |  | YQCKNCSKTF |
| SRMSLLHKHE |  | ESGCCVAH   |  |            |  |            |  |            |

A: Аланін

C: Цистеїн

D: Аспарагінова кислота

E: Глутамінова кислота

F: Фенілаланін

G: Гліцин

H: Гістидин

I: Ізолейцин

K: Лізин

L: Лейцин

M: Метіонін

N: Аспарагін

P: Пролін

Q: Глутамін

R: Аргінін

S: Серин

T: Треонін

V: Валін

W: Триптофан

Кодований геном білок за функціями належить до репресорів, білків розвитку. 
Задіяний у таких біологічних процесах, як транскрипція, регуляція транскрипції. 
Білок має сайт для зв'язування з іонами металів, іоном цинку, ДНК. 
Локалізований у цитоплазмі, ядрі.